# Pierrepont-sur-l’Arentèle
Pierrepont-sur-l’Arentèle – miejscowość i gmina we Francji, w regionie Grand Est, w departamencie Wogezy.
Według danych na rok 1990 gminę zamieszkiwało 120 osób, a gęstość zaludnienia wynosiła 19 osób/km² (wśród 2335 gmin Lotaryngii Pierrepont-sur-l’Arentèle plasuje się na 925. miejscu pod względem liczby ludności, natomiast pod względem powierzchni na miejscu 893.).